# Llengües de la Unió Europea
Els ciutadans de la Unió Europea tenen una gran diversitat de llengües. Els estats membres han acordat vint-i-quatre llengües oficials. Tot i que jurídicament aquestes mateixes llengües oficials tenen alhora la condició de llengües de treball, a la pràctica, únicament tres d’elles, l’anglès, el francès i l’alemanya, són regularment usades per les seves institucions com a llengües de treball. El català-valencià té un estatus de llengua d'ús administratiu per la seva condició de llengua oficial en part d'un estat membre. A més hi ha una diversitat de llengües regionals o minoritàries.
La política lingüística de la Unió Europea promou la diversitat lingüística i el multilingüisme. La Unió dedica uns fons per a programes dedicats a l'aprenentatge amb l'objectiu que es coneguin dues llengües a més de la llengua materna.

## Llengües oficials
Les llengües oficials de la Unió Europea es van definir al Reglament 1 de 1958 del Consell de la CEE. Amb les corresponents modificacions posteriors, les llengües oficials són:
anglès · alemany · castellà · croat · danès · eslovac · eslovè · estonià · finès · francès · grec · hongarès · italià · letó · lituà · maltès · neerlandès · polonès · portuguès · suec · txec · búlgar · gaèlic irlandès · romanès
La proporció de la població de la UE que parla les principals llengües oficials a febrer de 2020, tant com a llengua materna i no materna, i basat en un estudi de 2012, és:
| Llengua    | Població de la UE que la parla | Població de la UE que la parla | Població de la UE que la parla |
| Llengua    | Llengua inicial                | Segona llengua                 | Total                          |
| ---------- | ------------------------------ | ------------------------------ | ------------------------------ |
| Anglès     | 1%                             | 43%                            | 44%                            |
| Alemany    | 20%                            | 16%                            | 36%                            |
| Francès    | 14%                            | 16%                            | 30%                            |
| Italià     | 15%                            | 3%                             | 18%                            |
| Castellà   | 9%                             | 8%                             | 17%                            |
| Polonès    | 9%                             | 1%                             | 10%                            |
| Romanès    | 6%                             | 0%                             | 6%                             |
| Neerlandès | 5%                             | 1%                             | 6%                             |
| Hongarès   | 3%                             | 0%                             | 3%                             |
| Portuguès  | 2%                             | 1%                             | 3%                             |
| Grec       | 2%                             | 1%                             | 3%                             |
| Portuguès  | 2%                             | 0%                             | 2%                             |
| Suec       | 2%                             | 1%                             | 3%                             |
| Txec       | 2%                             | 1%                             | 3%                             |
| Búlgar     | 2%                             | 0%                             | 2%                             |
| Eslovac    | 1%                             | 1%                             | 2%                             |
| Danès      | 1%                             | 1%                             | 2%                             |
| Finès      | 1%                             | 0%                             | 1%                             |
| Croat      | 1%                             | 0%                             | 1%                             |
| Lituà      | 1%                             | 0%                             | 1%                             |
| Eslovè     | <1%                            | 0%                             | <1%                            |
| Estonià    | <1%                            | 0%                             | <1%                            |
| Irlandès   | <1%                            | 0%                             | <1%                            |
| Letó       | <1%                            | 0%                             | <1%                            |
| Maltès     | <1%                            | 0%                             | <1%                            |

(Font: «Europeans and languages».)
Com a referència, el català el sap parlar el 2,1% de la població de la UE (Segons fonts citades a l'article català), que és la segona llengua no oficial més parlada globalment després del rus (6%), tot i que amb el mateix pes com a primera llengua.
Algunes de les llengües són oficials a diversos estats membres. En total són 27 estats membres i 24 llengües oficials.
Tots els textos institucionals es tradueixen a totes les llengües oficials. Les sessions del Parlament Europeu es fan amb interpretació simultània entre totes les llengües oficials. Els ciutadans europeus es poden dirigir a les institucions en qualsevol llengua oficial, i rebran la resposta en la mateixa llengua.

## Llengües de treball

Nivell de coneixement de l'anglès als diferents estats de la Unió Europea.

Nivell de coneixement de l'alemany als diferents estats de la Unió Europea.

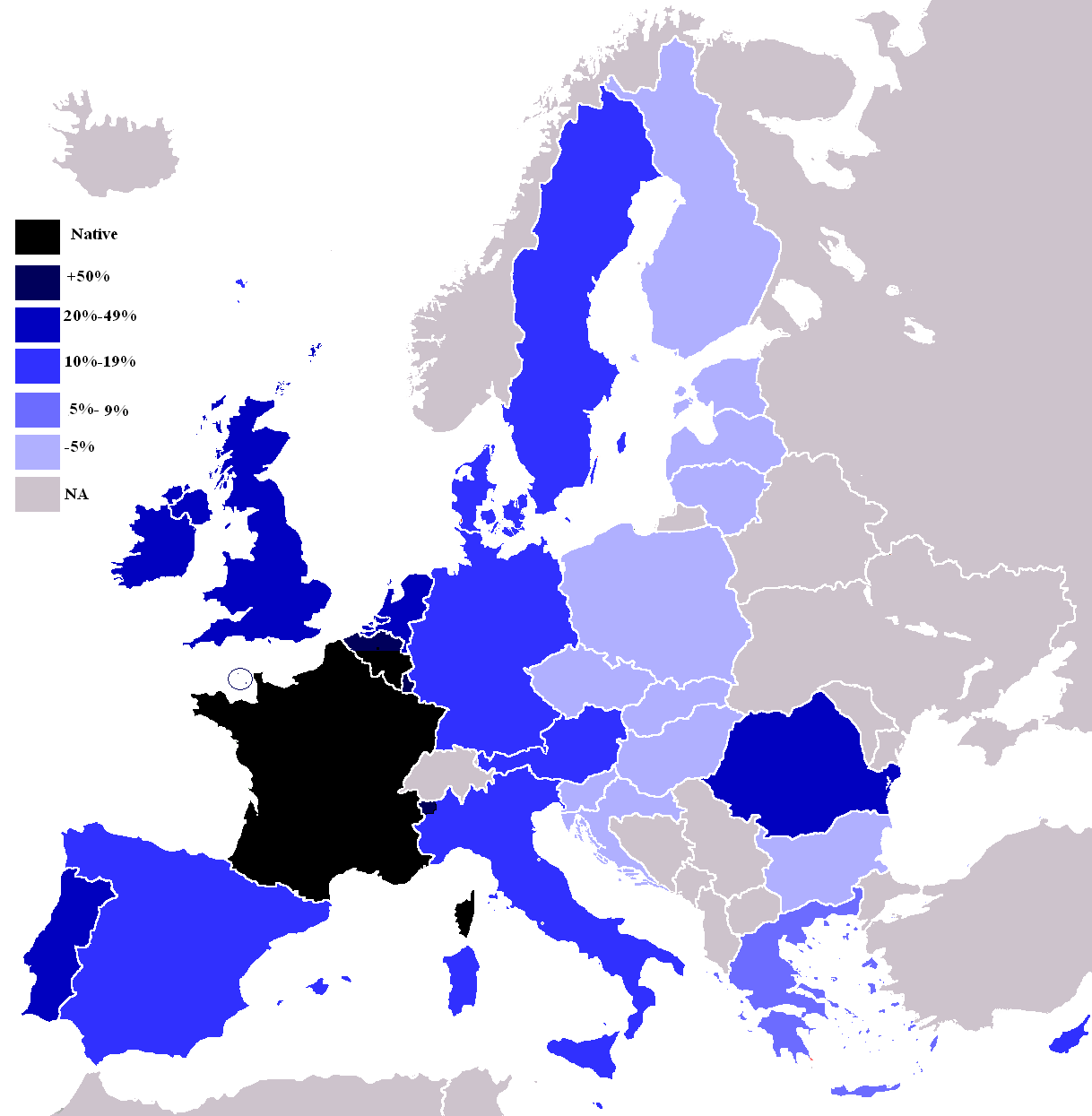
Nivell de coneixement del francès als diferents estats de la Unió Europea.

Nivell de coneixement de l'italià als diferents estats de la Unió Europea.

Nivell de coneixement del castellà als diferents estats de la Unió Europea.

El règim lingüístic preveu, a l'article 6, que cada institució de la Unió regularà la modalitat d'aplicació en els seus reglaments interns. Per raons pràctiques la majoria d'institucions utilitzen en les seves sessions internes de treball fins a tres llengües de treball:
- L'anglès és la llengua oficial de dos estats membres: Irlanda i Malta. També ho és d'un estat exmembre: el Regne Unit. A la Unió Europea és majoritària com a segona llengua.

- El francès és la llengua oficial de tres estats membres fundadors de la Comunitat Europea: França, Bèlgica i Luxemburg. Les successives ampliacions de la Unió han fet perdre pes relatiu al francès. Com a segona llengua el francès està per darrere de l'anglès i l'alemany, però conserva una influència internacional per raons històriques i polítiques.

- L'alemany és llengua oficial a Alemanya, Àustria, Bèlgica, Luxemburg i Alto Adige/Tirol del Sud. És la llengua materna majoritària a la Unió Europea, i la segona com a segona llengua.

Per darrere de les tres llengües de treball segueixen a bona distància, tant en nombre de parlants natius com no natius, l'italià, el polonès i el castellà.
El coneixement de les tres llengües de treball, com a segona llengua, és el següent:
| Estat             | Anglès | Alemany | Francès |
| ----------------- | ------ | ------- | ------- |
| Alemanya          | 51%    | 7%      | 12%     |
| Àustria           | 53%    | n/d     | 11%     |
| Bèlgica           | 52%    | 25%     | 44%     |
| Bulgària          | 15%    | n/d     | n/d     |
| Croàcia           | 43%    | 33%     | n/d     |
| Dinamarca         | 83%    | 54%     | n/d     |
| Eslovàquia        | n/d    | 28%     | n/d     |
| Eslovènia         | 56%    | 45%     | n/d     |
| Espanya           | 20%    | n/d     | 8%      |
| Estònia           | 41%    | 18%     | n/d     |
| Finlàndia         | 60%    | 17%     | n/d     |
| França            | 34%    | 7%      | n/d     |
| Grècia            | 44%    | 8%      | 8%      |
| Hongria           | 16%    | 16%     | n/d     |
| Irlanda           | 6%     | n/a     | 19%     |
| Itàlia            | 29%    | 4%      | 11%     |
| Letònia           | 34%    | n/d     | n/d     |
| Lituània          | 26%    | n/d     | n/d     |
| Luxemburg         | 66%    | 84%     | 90%     |
| Malta             | 89%    | n/d     | 17%     |
| Països Baixos     | 87%    | 66%     | 24%     |
| Polònia           | 25%    | 19%     | n/d     |
| Portugal          | 26%    | n/d     | 20%     |
| República Txeca   | 24%    | 31%     | n/d     |
| Romania           | 26%    | n/d     | 17%     |
| Suècia            | 85%    | 28%     | 10%     |
| Xipre             | 71%    | 3%      | 11%     |
| Estats candidats: |        |         |         |
| Turquia           | 18%    | 4%      | n/d     |

Font: «Europeans and languages».
On les dades no són disponibles (n/d) és que la llengua corresponent no es troba entre les tres primeres en aquell estat.

## Llengües d'ús administratiu
El Consell de la Unió Europea, celebrat a Luxemburg el 13 de juny del 2005, va adoptar l'acord d'autoritzar un ús oficial limitat de les llengües que tinguin un estatus de reconeixement constitucional en algun estat membre. L'ús d'aquestes llengües queda regulat per diversos acords administratius signats entre l'estat membre sol·licitant i les institucions europees. Aquests acords administratius, que són els que actualment s'apliquen a la llengua catalana (i a l'aranesa i la resta de llengües cooficials de l'Estat espanyol i del Regne Unit, permeten un ús oficial però limitat als següents casos:
- Traduccions oficials de les actes del Parlament Europeu i del Consell.
- Parlaments a les institucions europees amb interpretació simultània a les llengües oficials.
- Comunicacions escrites a les institucions de la Unió i la corresponent resposta.

Les possibilitats genèriques d’aquests usos cal contrastar-les, però, en cadascun dels acords signats i, a la pràctica, la seva operativitat és molt escassa o, en ocasions, nul·la.
El 16 de novembre del 2005, el president del Comitè de les Regions, Peter Straub, va signar un acord en el qual per primer cop es permet l'ús del català, basc i gallec en una institució de la Unió. El president de la Generalitat de Catalunya, Pasqual Maragall, que havia sigut president del Comitè de les Regions del 1996 al 1998, es va dirigir al Comitè per primer cop en català de forma oficial.

## Llengües regionals o minoritàries
Les llengües regionals o minoritàries són definides a la Carta Europea de les Llengües Regionals o Minoritàries, un tractat internacional signat per la majoria d'estats de la UE, com les llengües tradicionalment utilitzades per la població d'un territori que és numèricament més baix que la resta de l'Estat, que no són dialectes, ni llengües d'immigrants, ni llengües artificials.
En aquesta definició s'inclouen:
- Llengües pròpies d'una regió, d'un o diversos estats. A més de les tres llengües d'ús administratiu, i de forma no exhaustiva s'inclouen: aragonès, asturià, bretó, caixubi, còrnic, frisó, friülès, mirandès, occità, sard, sòrab, való.
- Llengües oficials a un estat, però minoritàries a un altre:
  - Alemany a Bèlgica, Dinamarca, França i Itàlia.
  - Hongarès a Romania, Eslovàquia, Eslovènia i Àustria.
  - Turc a Xipre.
  - Rus a Estònia, Letònia i Lituània.
- Llengües oficials en perill: gaèlic irlandès, luxemburguès (oficial a Luxemburg però no a la Unió).
- Llengües no territorials: romaní, ídix.

## El català a la Unió Europea
L'estatus del català a la Unió Europea ha tingut un debat particular. A petició dels parlaments de Catalunya i les Illes Balears, el Parlament Europeu va emetre, l'11 de desembre del 1990, la Resolució A3-169/90 sobre "les llengües de la Comunitat i la situació del català". D'acord amb aquesta resolució s'inclou específicament el català en:
- la publicació dels tractats i dels textos fonamentals de les Comunitats,
- la difusió de la informació pública de les institucions europees per tots els mitjans de comunicació
- els programes per a l'aprenentatge i el perfeccionament de les llengües europees,
- les relacions orals i escrites amb el públic a les oficines de la Comissió de les Comunitats Europees a les Comunitats Autònomes en qüestió.

El 1987, a partir d'una iniciativa de la Comissió Europea, es va fundar la xarxa Mercator per a la recerca i documentació de les llengües minoritzades. Una de les tres seus es troba a Barcelona.
El 1992, l'estudi Euromosaic encarregat per la Comissió Europea, conclou que la situació del català és ignorada i mal entesa a nivell estatal i europeu. Recomana un major intercanvi cultural intern i un major suport institucional.
Actualment, i des del punt de vista jurídic, l'estatut de la llengua catalana en el si de la UE presenta les característiques següents.
El català no té la consideració de llengua dels tractats constitutius de la UE (Tractat de la Unió Europea -TUE- i Tractat de Funcionament de la Unió Europea-TFUE-), ni tampoc de llengua oficial i de treball de les institucions de la UE que preveu el Reglament 1/1958, que és la disposició que estableix el règim lingüístic bàsic de les institucions de la Unió Europea.
El seu estatut jurídic actual es desprèn dels acords de naturalesa administrativa signats pel Govern espanyol amb diverses institucions i organismes de la UE. Aquests acords són també aplicables a les llengües basca, gallega i la variant aranesa de la llengua occitana, en aquest darrer cas d'acord amb l'estatut d'oficialitat adquirit per aquesta llengua en l'Estatut d'Autonomia de Catalunya de 2006.
Els acords signats fins ara pel Govern espanyol amb les diverses institucions i organismes són els següents: Consell de Ministres (7 de novembre de 2005); Comitè de les Regions (16 de novembre de 2005); Comissió Europea (21 de desembre de 2005) Comitè Econòmic i Social (7 de juny de 2006); Defensor del Poble Europeu (30 de novembre de 2006); i Tribunal de Justícia de la Unió Europea (27 d'abril de 2009).
A més d'aquests acords, cal assenyalar també la decisió adoptada per la Mesa del Parlament Europeu i l'intercanvi de cartes, de 3 de juliol de 2006, entre el President del Parlament Europeu i el Secretari d'Estat per a la Unió Europea, que permet una comunicació escrita del ciutadà amb la Cambra europea en aquestes mateixes llengües.
El règim establert en aquests acords permet, en síntesi, un cert ús oficial d'aquestes llengües en les institucions i organismes de la Unió dintre dels límits i les condicions que ells mateixos determinen. De manera general allò que es preveu en els distints acords és la possibilitat d'utilitzar el català, (i també el gallec i el basc) en els supòsits següents.
- Ús oral - Intervencions orals dels representants autonòmics en algunes institucions i organismes de la Unió. Poden tenir lloc en les sessions formals del Consell de la Unió i en les sessions plenàries del Comitè de les Regions quan hi intervinguin representants de Comunitats Autònomes que disposen de llengua oficial.
- Traducció d'actes jurídics - Es poden traduir els actes jurídics adoptats de manera conjunta pel Parlament Europeu i el Consell de Ministres. Aquestes traduccions no tenen, però, validesa jurídica i tampoc no es publiquen en el Diari Oficial de la Unió Europea, sinó únicament en un lloc web del Consell. El ciutadà que ho demani pot sol·licitar una còpia d'aquest acte.
- Comunicacions escrites dels particulars (ciutadans, empreses, entitats) - Es poden realitzar a través d'un organisme intermediari designat per l'estat espanyol, el qual s'encarregarà de fer les traduccions de l'escrit al castellà (llengua oficial i de treball de les institucions de la Unió) i enviar-lo a la institució de la Unió a la qual va dirigit. Aquesta institució haurà de respondre en castellà i enviar la seva resposta a l'organisme intermediari perquè aquest faci la traducció al català i la transmeti al ciutadà. Pot haver-hi excepcions a aquest sistema si la institució comunitària té la voluntat i la capacitat de respondre directament al ciutadà en català. En particular aquest és el cas de les comunicacions escrites dels ciutadans amb el Parlament Europeu.

Al marge d'aquestes qüestions, les oficines de representació de la Comissió Europea i del Parlament Europeu a Barcelona publiquen en català les informacions d'actualitat que apareixen en la seva web i que formen part de la seva activitat divulgativa i promotora de les actuacions d'aquestes institucions de la Unió.